# Primera División (Argentinien) 1951
Die Primera División 1951 war die 21. Spielzeit der argentinischen Fußball-Liga Primera División. Begonnen hatte die Saison am 15. April 1951. Der letzte Spieltag war der 25. November 1951. Als Aufsteiger kam der CA Lanús aus der Primera B Nacional dazu. Der Racing Club beendete die Saison als Meister und konnte damit seinen Vorjahrestriumph wiederholen. In die Primera B Nacional mussten der Quilmes AC und Gimnasia y Esgrima La Plata absteigen.

## Abschlusstabelle
| Pl. | Verein                      | Sp. | S  | U  | N  | Tore    | Diff. | Punkte |
| --- | --------------------------- | --- | -- | -- | -- | ------- | ----- | ------ |
| 1.  | CA Banfield                 | 32  | 17 | 10 | 5  | 063:330 | +30   | 44     |
| 1.  | Racing Club (M)             | 32  | 16 | 12 | 4  | 060:370 | +23   | 44     |
| 3.  | River Plate                 | 32  | 16 | 11 | 5  | 069:420 | +27   | 43     |
| 4.  | CA Independiente            | 32  | 16 | 7  | 9  | 074:510 | +23   | 39     |
| 5.  | CA Lanús (N)                | 32  | 14 | 9  | 9  | 062:490 | +13   | 37     |
| 6.  | Boca Juniors                | 32  | 11 | 13 | 8  | 046:380 | +8    | 35     |
| 7.  | CA San Lorenzo de Almagro   | 32  | 13 | 9  | 10 | 046:410 | +5    | 35     |
| 8.  | Chacarita Juniors           | 32  | 12 | 9  | 11 | 058:550 | +3    | 33     |
| 9.  | CA Vélez Sársfield          | 32  | 10 | 13 | 9  | 057:580 | −1    | 33     |
| 10. | Estudiantes de La Plata     | 32  | 11 | 7  | 14 | 065:550 | +10   | 29     |
| 11. | CA Newell’s Old Boys        | 32  | 10 | 8  | 14 | 040:580 | −18   | 28     |
| 12. | Ferro Carril Oeste          | 32  | 8  | 11 | 13 | 050:550 | −5    | 27     |
| 13. | CA Platense                 | 32  | 9  | 7  | 16 | 051:640 | −13   | 25     |
| 14. | CA Huracán                  | 32  | 6  | 12 | 14 | 044:590 | −15   | 24     |
| 15. | Club Atlético Atlanta       | 32  | 8  | 8  | 16 | 046:790 | −33   | 24     |
| 16. | Quilmes AC                  | 32  | 7  | 9  | 16 | 052:790 | −27   | 23     |
| 17. | Gimnasia y Esgrima La Plata | 32  | 4  | 13 | 15 | 041:710 | −30   | 21     |

| (M) | Vorjahres-Meister                                    |
| (N) | Vorjahres-Aufsteiger aus der Primera B Nacional 1950 |

## Meisterschaftsendspiel
|             | Gesamt |             | Hinspiel | Rückspiel |
| ----------- | ------ | ----------- | -------- | --------- |
| Racing Club | 1:0    | CA Banfield | 1:0      | 0:0       |

Damit gewann der Racing Club die argentinische Meisterschaft der Saison 1951, was für den Verein aus dem bonarenser Vorort Avellaneda den dritten Titel in Serie bedeutete.

## Meistermannschaft
| Racing Club | |
|             | Mario Boyé, Rubén Bravo, Juan Carlos Fonda, Julio Gagliardo, Higinio García, Héctor Grisetti, Ernesto Gutiérrez, Donato Hernández, Norberto Méndez, Saúl Ongaro, Nicolás Palma, José García Pérez, Alberto Rastelli, Antonio Oscar Rodríguez, Juan Carlos Salvini, Llamil Simes, Juan Carlos Sobrero, Ezra Sued Trainer: Guillermo Stábile |

## Torschützenliste
| Pl. | Nat.        | Spieler           | Verein                  | Tore |
| --- | ----------- | ----------------- | ----------------------- | ---- |
| 1   | Argentinien | Santiago Vernazza | River Plate             | 22   |
| 2   | Argentinien | Gustavo Albella   | CA Banfield             | 21   |
| 2   | Argentinien | José Florio       | CA Lanús                | 21   |
| 4   | Argentinien | Manuel Pellegrina | Estudiantes de La Plata | 19   |
| 5   | Argentinien | Raúl Barrionuevo  | Club Atlético Atlanta   | 18   |
| 5   | Argentinien | Óscar Coll        | CA Platense             | 18   |